# معركة بحيرة تنجانيقا
كانت معركة بحيرة تنجانيقا عبارة عن سلسلة من الاشتباكات البحرية التي حدثت بين عناصر من البحرية الملكية، والقوات العامة، والبحرية الإمبراطورية الألمانية بين ديسمبر 1915 ويوليو 1916، خلال الحرب العالمية الأولى. كان الهدف منها هو إحكام السيطرة على بحيرة تنجانيقا ذات الأهمية الاستراتيجية، والتي كانت تخضع لسيطرة وحدات البحرية الألمانية منذ بداية الحرب. كانت القوات البريطانية -المؤلفة من قاربين بخاريين يحملان اسمي إتش إم إس ميمي وتوتو- تحت قيادة الرائد البحري غريب الأطوار جوفري سبايسر سيمسون. نُقلت القوارب إلى جنوب أفريقيا ومن هناك عن طريق السكك الحديدية، والنهر، وعن طريق جرّها عبر الغابة الأفريقية، إلى البحيرة.
هاجمت القوارب البخارية الصغيرة، في اشتباكين قصيرين، اثنين من خصومها وهزمتهم. في الاشتباك الأول، في 26 ديسمبر عام 1915، تأذت كينغاني وأُسرت متحولة بذلك إلى إتش إس إم فاي فاي. في الهجوم الثاني، هزم الأسطول الصغير وأغرق سفينة هيدفيغ فون فيسمان. حافظ الألمان على سفينة ثالثة ضخمة ومدججة بالسلاح في البحيرة، وهي غرافت فون غوتسن، تعرضت هذه السفينة للهجوم بشكل غامض من قبل طائرة بلجيكية ثم حُرقت بعدها. سببت التطورات في الصراع على الأرض انسحاب الألمان من البحيرة، وانتقال السيطرة على سطح بحيرة تنجانيقا إلى البريطانيين والبلجيكيين.

## الخلفية

### الوضع الاستراتيجي
تقع بحيرة تنجانيقا بين ما كانت تُعرف حينذاك بالكونغو البلجيكية في الجانب الغربي وبين شرق أفريقيا الألماني على الجانب الشرقي. عند بداية الحرب، كان لدى الألمان سفينتين حربيتين على بحيرة تنجانيقا: هيدفيغ فون فيسمان ووزنها 60 طن (59 طن طولي، 66 طن أمريكي)، وكينغاني ووزنها 45 طن (44 طن طولي، 50 طن أمريكي). سُلّحت هيدفينغ فون فيسمان بسرعة بأربعة مدافع رشاشات مضادة للطائرات مأخوذة من طائرة الاستطلاع المحترقة موف وأبحرت إلى ميناء لوكوغا على الجانب البلجيكي من البحيرة، حيث هاجمت الباخرة البلجيكية أليكسندر ديل كومون في 22 أغسطس، وأغرقتها بعد غارتين متتاليتين.
جعل ذلك الألمان متفوقين بلا منازع على البحيرة، إذ تعزز موقفهم أكثر بعد إغراق باخرة شركة البحيرات الأفريقية البريطانية التي تحمل اسم سيسل رودس في غارة في نوفمبر عام 1914. استغل الألمان سيطرتهم على البحيرة لشن هجوم على رودسيا الشمالية، قاده اللواء كورت فال. جرى التصدي لهذا الهجوم، لكن شنّ مزيد من الغارات على الأراضي البلجيكية وقصف لوكوغا أقنع البلجيكيين بدعم البريطانيين. على الرغم من هذا التصدي، فإنه لم يكن بوسع البلجيكيين والبريطانيين أن يفعلوا شيئًا لتحدي الألمان. كان البلجيكيون يمتلكون مكونات باخرة كبيرة، بارون دانيس، والتي لو تمكنوا من تجميعها كان من الممكن أن تكون أكبر من كل من كينغاني أو هيدفيغ فون فيسمان، لكنهم لم يجرؤوا على البدء ببنائها بينما كان الألمان يقومون بدوريات في البحيرة خوفًا من أن تُدمّر قبل أن يجري إطلاقها. كان قد أرسل البريطانيون 12 مدفعًا رشاشًا لتسليحها بهم، لكن مع احتمال ضئيل أن يتمكنوا من إطلاقها، كان البلجيكيون يستخدمونهم بدلًا من ذلك بطاريات ساحلية للدفاع عن لوكوغا.
كانت السيطرة الألمانية على البحيرة شديدة على مدى الحملة في ساحة أفريقيا الوسطى. في الحين الذي كان يستطيع فيه البريطانيون حشد القوات إلى جنوب البحيرة، والبلجيكيون حشد قواتهم إلى الشمال، لم يستطع أي منهم الدخول إلى أفريقيا الشرقية الألمانية بسبب خطر استخدام الألمان للقوارب من أجل نقل القوات عبر البحيرة، واستخدامهم لها في قطع خطوط الإمدادات والاتصالات.

### خطة لي
في 21 آبريل عام 1915، وصل جون آر.لي -قناص كبير ومحارب قديم من حرب البوير الثانية- إلى الأميرالية ليلتقي بالأدميرال سير هنري جاكسون. كان لي في شرقي أفريقيا وكان يراقب شخصيًا السفن الألمانية في بحيرة تنجانيقا. جلب أيضًا أنباءً عن أن الألمان كانوا يتحضرون لإطلاق سفينة جديدة من ميناء كيغوما المحُصّن. كان اسمها غراف فون غوتسين، وقد بُنيت في مصنع ماير للسفن في بيبنبيرغ، وجرى تفكيكها وتعبئتها داخل 5000 صندوق ثم نقلها إلى مدينة دار السلام. ومن هناك، أُحضرت عن طريق سكة القطار إلى كيغوما وجُمّعت في السر. طولها 220 قدم (67 متر) ووزنها 1575 طن طولي (1600 طن)، وكانت ستعزز السيطرة الألمانية على البحيرة وتسمح لـ800-900 جندي أن يُنقلوا بسرعة إلى أي نقطة على شاطئ البحيرة لمداهمة أراضي التحالف.
لمواجهة هذا التهديد، اقترح لي إرسال القوارب البخارية إلى أفريقيا ونقلها من الداخل إلى البحيرة. يجب أن تكون صغيرة وقادرة على المناورة بدرجة كبيرة، ويمكنها -إذا تسلحت بسلاح ذو مدى 7000 ياردة (6400 متر)- أن تسبق السفن الألمانية الكبيرة وتتفوق عليها. كان استخدام السفن الصغيرة التي يمكن نقلها بشكل سليم يعني أنه يمكن إطلاقها فورًا إلى البحيرة، مع استبعاد خطر اكتشافها وتدميرها. درس السير هنري الخطة ووافق عليها قائلًا «إن الواجب وتقاليد البحرية الملكية هي ما يدفعنا للاشتباك مع العدو أينما وُجدت مياه تعوم عليها سفينة». مرر جاكسون مهمة استكمال تفاصيل العملية إلى نائبه الأدميرال ديفيد غامبل. عيّن غامبل لي الثاني في قيادة الحملة، ووضع الرائد البحري جوفري سبايسر-سيمسون في القيادة.
قال جيليس فودن عن سبايسر واصفًا إياه إنه «رجل حوكم عسكريًا بسبب تحطيمه لسفنه الخاصة، وكاذب متأصل ويرتدي التنانير». حصل على رتبة الرائد البحري لكنه لم يتقدم أكثر بسبب عدد من الأخطاء والكوارث، التي جعلته ينتهي في مكتب صغير في الأميرالية، مكلف بالمساعدة في عملية نقل بحارة السفن إلى البحرية. في عام 1905، جاء بفكرة مد كبل بين مدمرتين لمسح المناظير وكاد أن يُغرق غواصة. وتسبب في ارتطام سفينة بالقاع أثناء اختبار دفاعات بورتسموث هاربور، واصطدم فيما بعد بقارب وأغرق قاربًا صغيرًا، متسببًا بمقتل رجل. عندما اندلعت الحرب، كان مسؤولًا عن قيادة سفينة إتش إم إس نيغر وأسطول صغير في رامسغيت. ذهب إلى الشاطئ لتسلية ضيوفه في فندق قريب، وشاهد من نوافذه سفينة النيغر تُنسف وتغرق. مع ذلك تولى قيادة سفينة استطلاعية في نهر غامبيا، وبسبب نقص الضباط اختير هو من أجل قيادتها. خرج لي ليجهز الطريق إلى إفريقيا، بينما جمع سبايسر سيمسون 27 رجلًا وقاربين بخاريين بنتهما شركة جون آي. ثورنيكروفت وشركائها لتنفيذ أمر أصدرته الحكومة اليونانية قبل الحرب.